# 4383 Suruga
Suruga (asteróide 4383) é um asteróide da cintura principal, a 2,2738061 UA. Possui uma excentricidade de 0,0626772 e um período orbital de 1 380,04 dias (3,78 anos).
Suruga tem uma velocidade orbital média de 19,12320255 km/s e uma inclinação de 7,14927º.
Este asteróide foi descoberto em 1 de Dezembro de 1989 por Yoshiaki Oshima.